# دوشمیان
دوشمیان ، روستایی است از توابع بخش گهواره و در شهرستان دالاهو استان کرمانشاه ایران.

## جمعیت
این روستا در دهستان قلخانی قرار داشته و بر اساس سرشماری سال ۱۳۸۵ جمعیت آن (۱۲۳خانوار) ۶۶۰نفر 
بوده‌است.

## آموزش و پرورش
روستای دوشمیان دارای مرکزیت مجتمع آموزشی و پرورشی می‌باشد. نام این مجتمع آموزشی و پرورشی غدیر دوشمیان می‌باشد ومرکزیت این مجتمع دبیرستان معلم دوشمیان می‌باشد. کادر آموزشی این مجتمع عبارتند از:‌ مدیریت محسن ا معاونت آموزش: بهروز ترنج معاونت فناوری شاهرخ درویش پناه معاونت اجرایی شاهرخ درویش پناه وعلی قلی زاده و معاونت پرورشی سعید جلیلیان می‌باشد.

## امکانات
روستای دوشمیان  دارای مدارس ابتدایی و راهنمایی و دبیرستان است و همچنین دارای نانوایی و مرکز پست بانک و شعبه نفت ومخابرات پاسگاه انتظامی نیز می‌باشد.

## اقتصاد
از محصولات کشاورزی این روستا را می‌توان گندم نخود گردو گوجه فرنگی سیب درختی زردآلو وانجیر را نام برد.شغل اکثر مردم این روستا کشاورزی و دامداری می‌باشد. 